# Tom Vanstiphout
Tom Vanstiphout (29 april 1975) is een Belgische gitarist die onder meer andere groepen en artiesten begeleidt, maar zelf ook een aantal albums opnam. 

## Biografie
Vanstiphout werd in 2009 en 2013 genomineerd in de categorie "beste muzikant" tijdens de Music Industry Awards, maar sleepte deze prijs niet in de wacht. Hij speelde met onder meer Jan Leyers, Clouseau, Milow, en De Laatste Showband. Tevens was hij studiomuzikant bij een eindeloos aantal albums van Belgische muzikanten.
Zijn solowerk is beïnvloed door James Taylor. Zijn derde album Little beam of lights verscheen in 2013.. Tevens schreef hij muziek voor andere muzikanten, zoals het nummer Shades, dat werd uitgebracht op het album Welcome Home van Stan Van Samang.

## Discografie
- 2004: Motion (album)
- 2009: Working man (album)
- 2013: Little beam of lights (album)
- 2015: Playing guitar helps (album)
- 2020: Duet for one: The solo sessions (album)